# Theudebert I
Theudebert I (ca. 501 - 547 of 548) was een koning der Franken. Hij is de eerste Frankische koning die zelf gouden munten liet slaan met zijn eigen naam, titel en beeltenis. Daarmee was hij niet langer een vorst in naam van de Romeinse keizer en de eerste Frankische vorst die zich helemaal had losgemaakt van het Romeinse Rijk.

## Geschiedenis
Hij werd geboren als de zoon van Theuderik I van Austrasië en werd na de dood van zijn vader in 533 koning van Austrasië. Dit ging niet zonder slag of stoot omdat zijn ooms Childebert I en Chlotar I ook hun oog op Austrasië hadden laten vallen. Door echter een verbond met de kinderloze Childebert I te sluiten kon Theudebert I toch zijn heerschappij over Austrasië veiligstellen.
Hij leidde in 539 een veldtocht naar het noorden van Italië tegen de Byzantijnen en de Ostrogoten. Hij zou zelfs Pavia veroverd hebben. Doordat zijn leger echter geteisterd werd door epidemieën werd hij gedwongen zich terug te trekken. Hierna sloot hij een verbond met de Longobarden en trouwde met Wisigarda, de dochter van de Longobardische koning Wacho. Zodoende kreeg hij steeds meer controle over het gebied dat tegenwoordig Zuid-Duitsland, Oostenrijk en Noord-Italië omvat (de Romeinse provincies Vindelicia (Raetia II) met als hoofdstad Augsburg en de provincie Noricum (ongeveer het huidige Karinthië). In 545 bezette hij grote gebieden rond Venetië hoewel hij een directe confrontatie met de Byzantijnse keizer uit de weg ging. Na een zeer lang ziekbed overleed hij in 547 of 548.
Hij werd opgevolgd door zijn zoon Theudowald, een zoon uit een eerdere verhouding met een vrouw genaamd Deoteria.

## Voorouders
| Voorouders van Theudebert I | Voorouders van Theudebert I                  | Voorouders van Theudebert I                  | Voorouders van Theudebert I                          | Voorouders van Theudebert I                          | Voorouders van Theudebert I                      | Voorouders van Theudebert I                      | Voorouders van Theudebert I                      | Voorouders van Theudebert I                      |
| --------------------------- | -------------------------------------------- | -------------------------------------------- | ---------------------------------------------------- | ---------------------------------------------------- | ------------------------------------------------ | ------------------------------------------------ | ------------------------------------------------ | ------------------------------------------------ |
| Overgrootouders             | Childerik I (436-481) ∞ Basina (438–477)     | Childerik I (436-481) ∞ Basina (438–477)     | Chilperik II van Bourgondië (440-493) ∞ Caratene (-) | Chilperik II van Bourgondië (440-493) ∞ Caratene (-) | Gundobad (–516) ∞ ? (-)                          | Gundobad (–516) ∞ ? (-)                          | Theodorik de Grote (451–526) ∞ ? (-)             | Theodorik de Grote (451–526) ∞ ? (-)             |
| Grootouders                 | Clovis I (466-511) ∞ Clothilde (480-545)     | Clovis I (466-511) ∞ Clothilde (480-545)     | Clovis I (466-511) ∞ Clothilde (480-545)             | Clovis I (466-511) ∞ Clothilde (480-545)             | Sigismund van Bourgondië (-524) ∞ Ostrogotho (-) | Sigismund van Bourgondië (-524) ∞ Ostrogotho (-) | Sigismund van Bourgondië (-524) ∞ Ostrogotho (-) | Sigismund van Bourgondië (-524) ∞ Ostrogotho (-) |
| Ouders                      | Theuderik I (485-533) ∞ Suavegotta (495-549) | Theuderik I (485-533) ∞ Suavegotta (495-549) | Theuderik I (485-533) ∞ Suavegotta (495-549)         | Theuderik I (485-533) ∞ Suavegotta (495-549)         | Theuderik I (485-533) ∞ Suavegotta (495-549)     | Theuderik I (485-533) ∞ Suavegotta (495-549)     | Theuderik I (485-533) ∞ Suavegotta (495-549)     | Theuderik I (485-533) ∞ Suavegotta (495-549)     |
| Theudebert (501-547/48)     |                                              |                                              |                                                      |                                                      |                                                  |                                                  |                                                  |                                                  |